# Stefan Klein
Stefan Klein (Múnic, 1965) és un científic i assagista alemany, en paraules del també destacat científic António Damásio, el més important autor alemany de l'àmbit de la neurociència.
Després d'estudiar física i filosofia a Múnic i Grenoble, va obtenir una llicenciatura en biofísica a Friburg. Entre 1996 i 1999 va dirigir la secció d'informació científica del setmanari Der Spiegel i després la de GEO. El 1998 va rebre el prestigiós premi de periodisme científic Georg von Holtzbrinck. Resideix a Berlín i exerceix com a escriptor.